# (6449) Kudara
(6449) Kudara (1991 CL1) – planetoida z pasa głównego asteroid okrążająca Słońce w ciągu 3,55 lat w średniej odległości 2,32 j.a. Odkryta 7 lutego 1991 roku.